# Pseudoclementinas

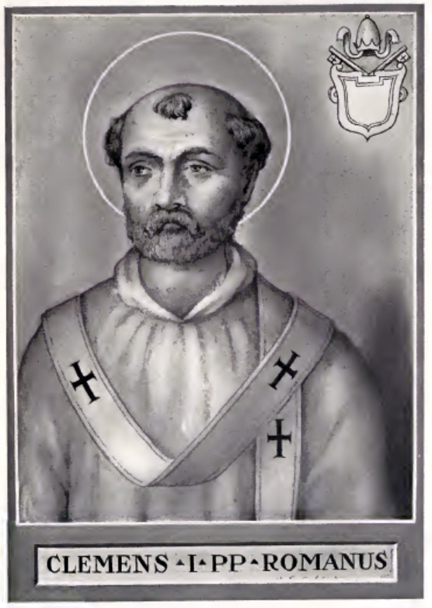
Papa Clemente de Roma.

Pseudoclementinas, o escritos pseudoclementinos, es el término convencional para designar muchos escritos apócrifos que circularon en época de la Iglesia primitiva bajo la autoría de Clemente de Roma.
Los escritos constan de tres colecciones: las Homilías, contenidas en veinte libros y escritas en griego; los Reconocimientos o Recognitiones, obra escrita en latín, traducción del griego de Rufino de Aquilea; finalmente los dos Epítomes de las Homilías, más tardíos, de los cuales existe una traducción parcial siríaca, escrita en dos manuscritos datados hacia el 411. También hay otros fragmentos conocidos escritos en árabe y eslavón.
En el siglo XIX los escritos recibieron un gran apoyo sobre su autenticidad. La existencia de las homilías es conocida desde el siglo XVI, entre 1572-1578, gracias a la investigación en bibliotecas del religioso jesuita palentino Francisco Torres, más conocido por la forma latina Turrianus, que las sacó a la luz. Sin embargo, la versión más conocida, y probablemente diferente a la encontrada por Torres, fue la de Cotelerius, en 1672, a partir de un manuscrito conservado en París, pero faltando el vigésimo libro y parcialmente el decimonoveno. Una reedición fue llevada a cabo por Albert Schwegler. El manuscrito vaticano completo fue utilizado por primera vez por Heinrich Dressel en 1853, y reimprimido por Jacques Paul Migne, y otro por Paul de Lagarde.
Los Reconocimientos se encuentran en muchos manuscritos y disfrutaron de mucha popularidad durante la Edad Media, de hecho, la historia de Clemente y su padre Fausto o Faustiniano, parece que originó la leyenda de Fausto. La primera edición de estas obras se realizó de la mano de Faber Stapulensis en 1504, y después se  hicieron múltiples reediciones. Las dos cartas adjuntas a las Homilías fueron traducidas y editadas en el siglo XIX.
Los problemas literarios y teológicos todavía son fuente de debates. Los escritos son de tendencia judeognóstica, y presentan la figura de Cristo como el eón divino, revelado previamente a Adán y Moisés. También se afirma que tiene influencias del arrianismo. Contienen otros elementos ascéticos y rechazan el celibato, por su marca judía. La escuela de Tübingen les dio mucha importancia y las consideró un testimonio del supuesto conflicto entre los partidarios de Pedro y los de Pablo en la Iglesia primitiva.